# Rusty Hearts
 (octobre 2011).
Si vous disposez d'ouvrages ou d'articles de référence ou si vous connaissez des sites web de qualité traitant du thème abordé ici, merci de compléter l'article en donnant les références utiles à sa vérifiabilité et en les liant à la section « Notes et références ».
Rusty Hearts est un jeu vidéo en ligne en free to play mêlant action, beat'em all et jeu de rôle développé par Stairway Games et publié par Perfect World en Europe et aux États-Unis. Il est disponible en anglais.
Il est téléchargeable en ligne sous Windows 2000, XP, Vista, 7, 8 ou 8.1,.

## Gameplay
En Europe de l'Est, dans un univers sombre inspiré par les mangas, vous devrez progresser dans différentes zones en éliminant tous les monstres que l'on croise. Nous pouvons débloquer des sorts au fur et à mesure du jeu.
Il est jouable à la manette.

## Développement
La première bêta fermée a commencé le 27 juillet 2011. Elle s'est terminée le 17 août 2011, permettant d'effectuer un grand nombre  d'améliorations grâce aux retours des joueurs. La deuxième bêta fermée a été lancée le 24 août 2011. Perfect World avait précisé qu'à la fin de la bêta fermée tous les personnages créés seraient supprimés.
Le jeu a été officiellement lancé le 23 septembre 2011. Ses serveurs sont fermés le 15 septembre 2014.